# Idomeneo, rey de Creta
Idomeneo, rey de Creta (título original en italiano, Idomeneo, re di Creta ossia Ilia e Idamante, KV 366) es una ópera seria en tres actos con música de Wolfgang Amadeus Mozart y libreto en italiano de Giambattista Varesco, según un texto en francés de Antoine Danchet, al que ya había puesto música André Campra como Idoménée en 1712. Carlos Teodoro, elector de Baviera, les hizo el encargo a Mozart y Varesco en 1780 para un carnaval de corte. Probablemente eligió el tema, aunque pudo haber sido Mozart. Se estrenó el 29 de enero de 1781 en el Teatro de la Corte de Múnich.

## Historia

### Composición
El príncipe elector Carlos Teodoro le encargó una ópera para el carnaval de Múnich. Mozart comenzó a componer en Salzburgo y en noviembre de 1780 marchó a Múnich para acabarla, ya con los cantantes y la orquesta. La correspondencia entre padre e hijo da a conocer detalles del proceso compositivo de la ópera, como las continuas exigencias de los cantantes, en particular de Anton Raaff, y la laboriosa elaboración del tercer acto.
El libreto Idomeneo, rey de Creta es obra de Giambattista Varesco (1735-1805), sacerdote de la corte de Salzburgo. Varesco adaptó el Idoménée, drama mitológico ya elaborado en 1712 como tragédie lyrique por Antoine Danchet para música de André Campra. Respecto a su precedente, se cambió el final trágico por uno feliz. 
El libreto claramente se inspira en Metastasio y su estructura general, por no mencionar el tipo de desarrollo de personajes que Metastasio había desarrollado y mayormente por el lenguaje altamente poético usado en los diversos números y los recitativos secco y stromentato. El estilo de los coros, marchas y ballets era muy francés, y la escena del naufragio hacia el final del Acto I es casi idéntico a la estructura desarrollo dramático de una escena similar en Ifigenia en Táuride de Gluck. El sacrificio y las escenas de oráculo son parecidas a otras obras de Gluck: Ifigenia en Áulide y Alceste. 
Kurt Kramer ha sugerido que Varesco estaba familiarizado con Calzabigi y por lo tanto la obra de Gluck, especialmente Alcestes del último; mucho de lo que se ve en los pasajes más dramáticos de Varesco es el estilo francés tardío, mediatizado por Calzabigi. Es gracias a Mozart, sin embargo, que esta mezcla de estilos franceses (aparte de unos pocos coros) se aparta de Gluck y Francia y regresa a sus raíces más italianas (opera seria); los cantantes todos estaban formados en el estilo clásico italiano, después de todo, y los recitativos son todos clásicamente italianos.
Mozart intervino de forma constante, pidiendo los cambios a través de su padre Leopold, que se relacionaba directamente con el libretista. Mozart tuvo que enfrentarse duramente con Varesco, no solo por palabras concretas, sino incluso por sílabas. Gracias a ello consiguió dar nueva vida al drama, con una mayor participación del coro, con números concertantes que agilizaban el drama y la brevedad de los recitativos. En carta a Leopold, Mozart advertía que Varesco no recibiría más dinero que el acordado, “porque los cambios no los ha hecho él, sino yo – y además tiene que estarme agradecido, porque se ha hecho para su Honra”.
Mozart tenía veinticinco años cuando la compuso. Es su tercera ópera seria, después de Lucio Sila y El rey pastor. Es una ópera larga. Sigue el estilo de ópera seria italiana, con su alternancia tradicional de arias y recitativos. Pero rompe con los límites internos y externos de la ópera seria formal metastasiana, con gesto violento e imperativo. Se nota la influencia francesa a la hora de proporcionarle hondura dramática y veracidad escénica. La orquestación es, también, más rica que en obras precedentes. Hay elementos de experimentación, como la continuidad entre escenas, sin un corte marcado entre ellas, la inserción de danzas y piezas orquestales, así como los destacados coros, que asumen un rol activo en la trama. Los personajes no son de cartón piedra, sino que cobran vida, en particular Ilía, Idomeneo y Electra.
Se conservan autógrafos de la ópera: de los actos I y II, en la Biblioteca Jagiellońska de Cracovia; del acto III, en la Staatsbibliothek Stiftung Preußischer Kulturbesitz de Berlín.

### Representaciones

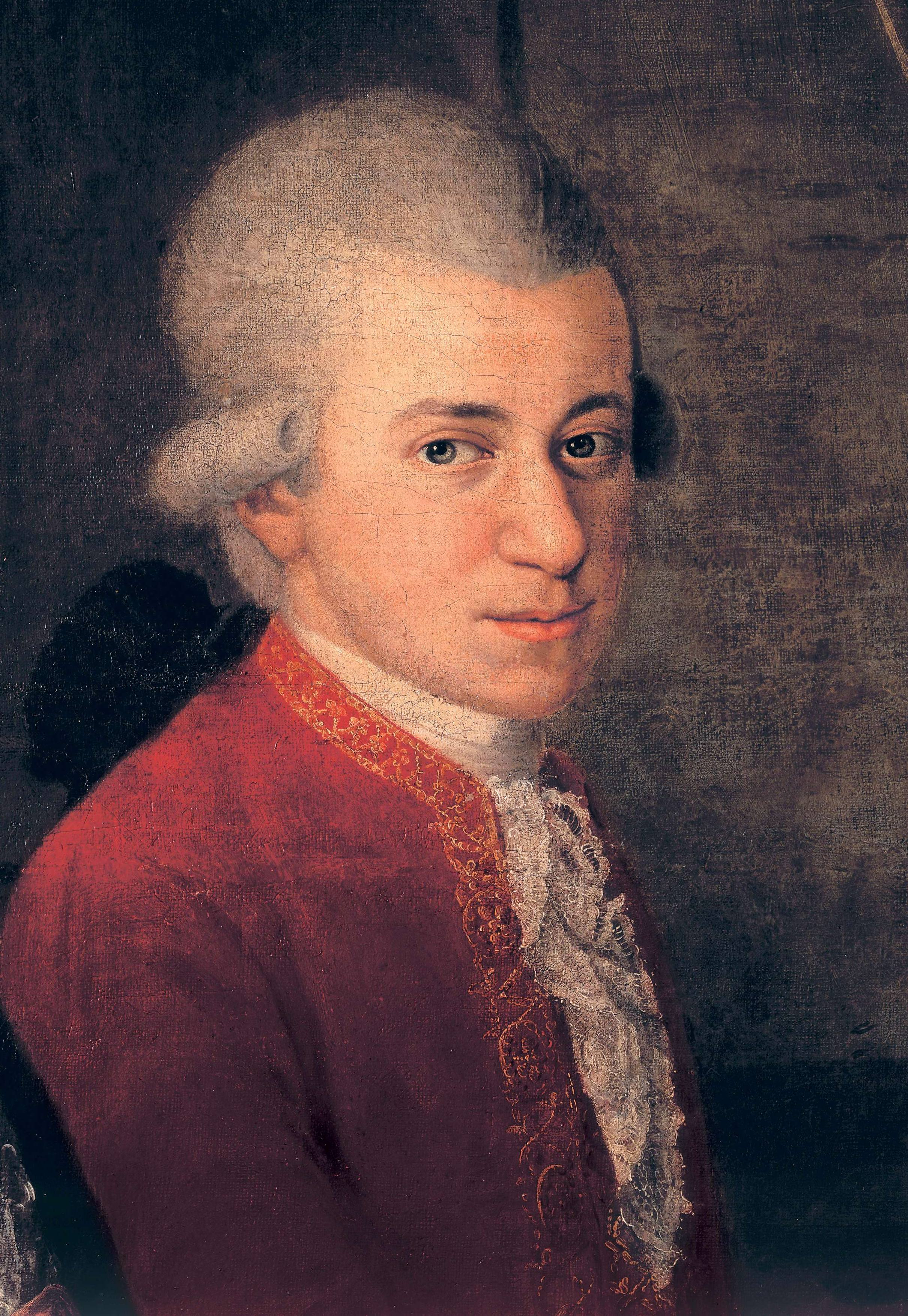
Detalle de Wolfgang del retrato de la familia Mozart, obra de Johann Nepomuk della Croce de los años 1780-1781

Se estrenó en el teatro de Cuvilliés, Nuevo Teatro de la Corte de Múnich, el 29 de enero de 1781, con la presencia del padre y la hermana de Mozart, llamados para la ocasión. Mozart se hizo cargo del clavicémbalo y de la dirección de orquesta. Christian Cannabich se hizo cargo de la dirección musical.
La orquesta del estreno provenía de Mannheim. Los cantantes del estreno fueron:
Idomeneo, Anton Raaff (1714-1797), tenor muy admirado por Mozart, pero que ya se acercaba a los setenta años y planteaba continuas exigencias a Mozart respecto a sus arias e, incluso, las piezas de conjunto.
Elettra (Electra), soprano Elisabeth Augusta Wendling, casada con un hermano del flautista Wendling, considerada positivamente por Leopold Mozart.
Ilia (Ilía), soprano Dorotea Wendling, célebre cantante casada con el flautista Johann Baptist Wendling, admirado tanto por Leopold Mozart como por su hijo, quien intimó con ella estando en Mannheim.
Idamante, soprano castrado Vincenzo del Prato, bastante limitado.
Arbace (Arbaces), Domenico de Panzacchi. Extraordinario tenor.
Gran sacerdote de Neptuno, tenor Giovanni Valesi, fue además un maestro de canto muy solicitado.
La primera representación suscitó la admiración de los entendidos. No obstante, no se ganó especialmente al público general. La ópera se representó dos veces más (el 3 de febrero y el 3 de marzo). Su éxito fue, en gran parte, el motivo de su ruptura final con el arzobispo Colloredo, pues su relación fue tensa desde este año. Posteriormente, Mozart intentó readaptarla para seguir el modelo francés. Así, en 1786 se representó en Viena, de forma privada, en el palacio del príncipe Auersperg; para esta ocasión, Mozart transcribió para tenor el papel de Idamante. 
El verdadero descubrimiento de esta obra se produjo en el Festival de Glyndebourne en los años ochenta del siglo XX. Su principal dificultad radica en encontrar tres tenores que puedan cumplir con las exigencias de las ornamentadas arias. Se ha representado en estos comienzos del siglo XXI, como la inauguración de la temporada en el Teatro de La Scala de Milán el 7 de diciembre de 2005, con dirección de Daniel Harding.
Se considera la mejor ópera seria de Mozart, incluso la mejor de su género en el siglo XVIII (Mila). Es la primera de sus grandes óperas. En la actualidad, Idomeneo forma parte del repertorio operístico estándar. En las estadísticas de Operabase aparece la n.º 45 de las cien óperas más representadas en el período 2005-2010, siendo la 7.ª en Austria y la sexta de Mozart. Existen varias grabaciones (ver abajo), y es interpretada regularmente. En España se estrenó el 16 de enero de 1943 en el Gran Teatro del Liceo de Barcelona.

#### Controversia 2006
El día 26 de septiembre de 2006, la Deutsche Oper de Berlín anunció la cancelación de cuatro funciones de la ópera, planeadas para noviembre de ese mismo año, explicando que la representación que se pretendía con la nueva producción –en la que se mostraba al profeta islámico Mahoma–, podría generar un "incalculable riesgo de seguridad".
"Para evitar poner en peligro su audiencia y los empleados, la dirección ha decidido no repetir 'Idomeneo' en noviembre de 2006", explicaron en un comunicado responsables del teatro.
La producción de Idomeneo, dirigida por Hans Neuenfels, muestra al rey Idomeneo en escena llevando consigo las cabezas decapitadas de Poseidón, Jesús, Buda y Mahoma; una versión del libreto y su música. De acuerdo con la BBC, la agencia de prensa alemana DPA dijo que el departamento de policía de Berlín no tenía constancia, hasta el momento, de un peligro directo para el teatr al contrario de lo informado por The New York Times que constataba que había existido el riesgo de una amenaza anónima en agosto contra el teatro.

## Argumento
La historia tiene lugar en Creta, en época mítica. 

### Acto I
Escena 1. Isla de Creta, habitación del palacio.
Ilía, hija del rey Príamo, ama al príncipe Idamante, hijo de Idomeneo, pero ella no sabe si mostrar su amor. Idamante libera a los prisioneros troyanos. Dice a Ilía que no es culpa suya que sus padres sean enemigos. Los troyanos y los cretenses, juntos, dan la bienvenida a la paz, pues Troya ya ha caído en poder de los griegos. Electra, celosa de Ilía, no aprueba la clemencia de Idamante hacia los prisioneros enemigos. Arbaces, el consejero del rey, trae la noticia de que Idomeneo ha desaparecido en el mar cuando volvía hacia Creta. Electra, temiendo que Ilía, una troyana, sea pronto la reina de Creta, siente que la atormentan las Furias del Hades. 
Escena 2. Playa.
El pueblo pide a los dioses que tengan piedad. Se van. En la costa desierta, después del naufragio, aparece Idomeneo, quien recuerda el voto que hizo a Neptuno en medio de la tormenta: que si se salvaba, le sacrificaría al primer ser humano que se encontrara al pisar la isla. Se acerca un joven: Idamante. Debido a que no se han visto durante largo tiempo, les resulta difícil reconocerse. Cuando Idomeneo se da cuenta de que es su hijo, le ordena que se aleje de su presencia. Dolido por la reacción de su padre, Idamante huye. Las tropas cretenses desembarcan del barco de Idomeneo, y son recibidos por sus esposas, y todos ellos alaban la bondad de Neptuno. 

### Acto II
Escena 1. Salón del palacio.
Idomeneo pide consejo a Arbaces, que dice que podría sacrificarse otra víctima en lugar de Idamante, y alejar a éste de Creta. Para evitar el sacrificio, Idomeneo ordena a su hijo que lleve a Electra a su casa, Argos. Las amables palabras de Idomeneo hacia Ilía la conmueve, y hacen que declare que como lo ha perdido todo, él será su padre y Creta su hogar. Al irse, Idomeneo se da cuenta de que enviar a Idamante al exilio le cuesta la felicidad tanto a Ilía como a él mismo. Se esconde al darse cuenta de que viene Electra. Ésta agradece la idea de ir a Argos con Idamante, para así tener la oportunidad de lograr su amor. Suena una marcha. 
Escena 2. El puerto de Sidón.
Al comienzo se canta uno de los pasajes corales más representativos de la época, «Placido e il mare e l'onda». Idomeneo se despide de su hijo, y le urge a que aprenda el arte de gobernar mientras está afuera. Antes de que el barco pueda zarpar, sin embargo, estalla una tormenta, y aparece un monstruo: una serpiente marina. Al reconocer en ella a un mensajero de Neptuno, el rey se ofrece él mismo como compensación por haber quebrantado el voto que ofreció al dios. 

### Acto III
Escena 1. Jardín real.
Ilía pide a los vientos que lleven su amor a Idamante, quien aparece, explicando que debe ir a luchar contra la serpiente. Cuando le dice que no le importa morir, pues sufre los tormentos de un amor no correspondido, Ilía le confiesa su amor. Electra e Idomeneo los sorprenden. Tiene lugar entonces un dramático cuarteto en el que se expresan los sentimientos de los cuatro personajes. Cuando Idamante le pregunta a su padre por qué lo envía lejos, Idomeneo sólo puede responderle que el joven debe irse. Ilía pide a Electra que la consuele, pero ésta sólo se preocupa por la venganza. Todos se marchan y llega Arbaces que, desesperado, está dispuesto a ofrecer su propia vida a cambio de la paz en Creta. Se acerca el Gran Sacerdote de Neptuno, liderando al pueblo. Todos aclaman a Idamante. El Gran Sacerdote explica al rey la destrucción causada por el monstruo de Neptuno, y le exige a Idomeneo que cumpla su promesa al dios. Cuando el rey confiesa que la víctima es su propio hijo, el pueblo queda horrorizado.
Escena 2. Templo de Neptuno.
Idomeneo reza a Neptuno. Arbaces trae la noticia de que Idamante ha matado al monstruo. Idomeneo teme nuevas venganzas de Neptuno, Idamante entra en ropas de sacrificio, diciendo que entiende el tormento de su padre y que está preparado para morir. Después de una agonizante despedida, Idomeneo está dispuesto a sacrificar a su hijo cuando Ilía interviene, ofreciendo su propia vida en lugar de la de su amado. Se oye entonces la Voz del oráculo: el amor ha apiadado al dios, Idomeneo debe dejar el trono por Neptuno; en su lugar, reinarán Idamante e Ilía. Todos se muestran aliviados, excepto Electra que desea su propia muerte y abandona el templo furiosa. Idomeneo presenta al pueblo a sus nuevos reyes. El pueblo llama al dios del amor y del matrimonio para que bendiga a la real pareja y traiga la paz. La obra concluye con un ballet.

## Instrumentación
La partitura está escrita para las voces solistas, un coro mixto (SATB) y una orquesta formada por:
- Viendo madera: 1 flautín, 2 flautas, 2 oboes, 2 clarinetes, 2 fagotes.
- Viento metal: 4 trompas, 2 trompetas.
- Teclado: continuo (clavecín).
- Percusión: timbales.
- Cuerda: una sección de cuerdas con violines I y II, violas, violonchelos y contrabajos.
- Fuera de escena: 2 trompas [de la orquesta de foso], 3 trombones (acompañan a Neptuno en el acto III).

Para los recitativos secos, clavecín y violonchelo.

## Estructura y análisis

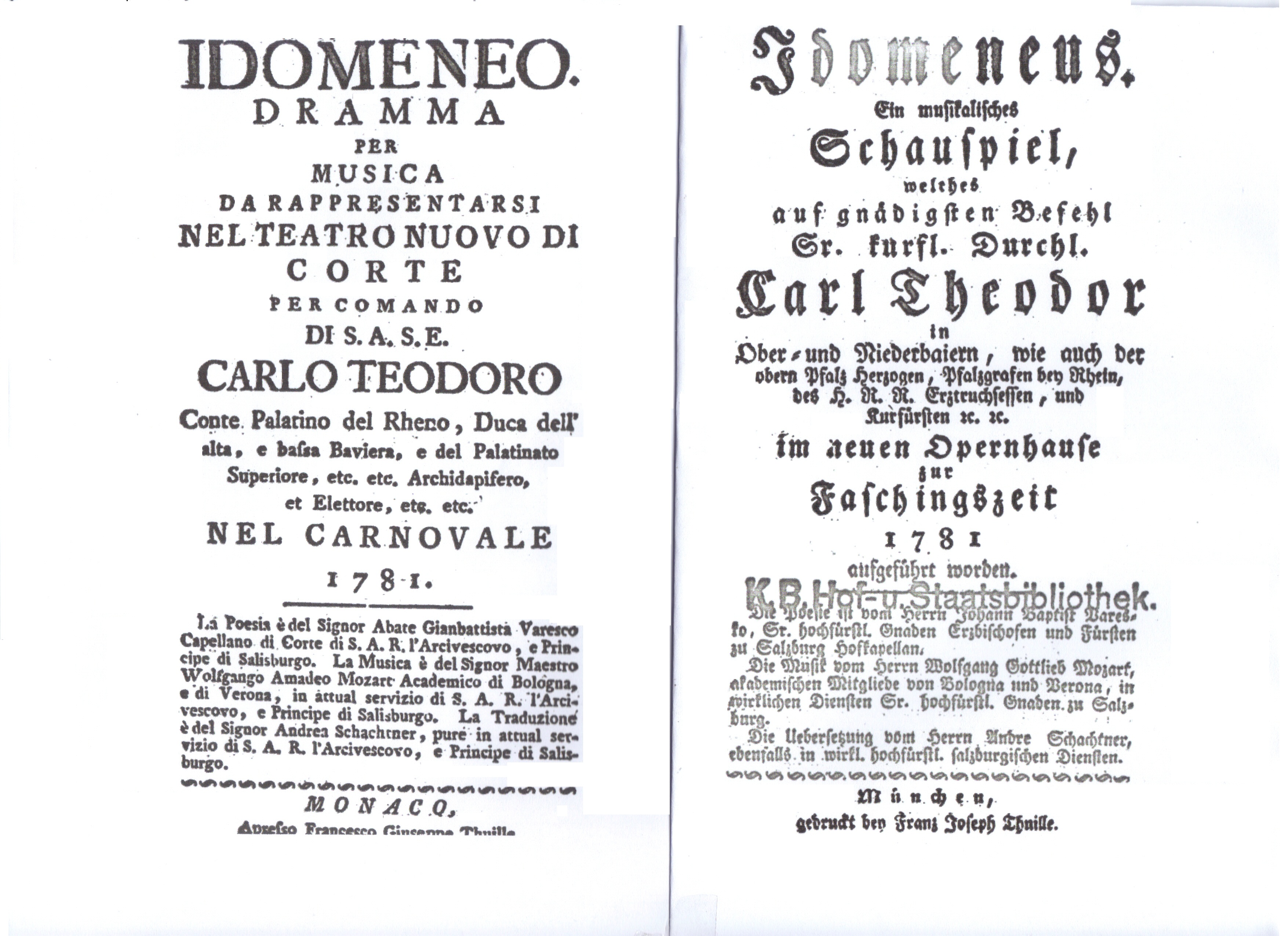
Portadas del libreto, en italiano y en alemán.

Obertura
Acto I
N.°1 Aria:Padre, germani, addio!
N.°2 Aria:Non ho colpa, e mi condanni
N.°3 Coro: Godiam la pace
N.°4 Aria:Tutte nel cor vi sento
N.°5 Coro: Pietà! Numi, pietà!
N.°6 Aria:Vedrommi intorno
N.°7 Aria:Il padre adorato
N.°8 Marcha
N.°9 Coro:Nettuno s'onori
Acto 2:
N.°10 Aria:Se il tuo duol
N.°11 Aria:Se il padre perdei
N.°12 Aria:Fuor del mar
N.°13 Aria:Idol mio, se ritroso
N.°14 Aria: Odo da lunge armonioso suono
N.°15 Coro: Placido è il mar, andiamo
N.°16 Trío: Pria di partir, oh Dio!
N.°17 Coro: Qual nuovo terrore!
N.°18 Coro: Corriamo, fuggiamo
Acto 3:
N.°19 Aria: Zeffiretti lusinghieri
N.°20 Dúo: S'io non moro a quest'accenti Kleiter
N.°21 Cuarteto: Andrò ramingo e solo
N.°22 Aria: Se colà ne' fati è scritto
N.°23 Recitativo: Volgi intorno lo sguardo
N.°24 Coro: O, o voto tremendo
N.°25 Marcha
N.°26 Coro: Accogli, oh re del mar
N.°27 Aria: No, la morte
N.°28 Aria Voz: Ha Vinto Amore
N.°29 Aria:D'Oreste, d'Aiace
N.°30 Aria: Torna la pace al core
N.°31 Coro: Scenda Amor, scenda Imeneo
N.°32 Ballet
La obra comienza con una Obertura en un solo movimiento, “página grandiosa y patética, de corte muy personal y ceñido” (Paumgartner).
Resultan inolvidables los coros y los números concertantes. 
Los coros expresan sentimientos diversos, según el momento de la trama en que se encuentren: la serenidad del mar, el horror por el terrible voto, la alegría por el triunfo del amor y la paz. De ellos destacan N.º 5: Pietà! Numi, pietà!, con hermosos efectos de eco producidos por la división en dos de la masa coral; N.º 15: Placido è il mar, andiamo, canto a la belleza y serenidad del mar; y el magnífico N.º 24: O, o voto tremendo, cargado de terribles presagios.
Los concertantes (dúo, trío y cuarteto) agilizan la acción, aumentando la teatralidad del drama. De los números concertantes destaca el gran cuarteto, entre Idomeneo, Idamante, Ilía y Electra: Andrò ramingo e solo. En esta dramática despedida, cada personaje expresa sus sentimientos, sus dudas y esperanzas. El propio Mozart lo escuchaba con una profunda emoción.
Entre las arias, las del protagonista Idomeneo son sobresalientes. N.º 12: Fuor del mar  cuenta con una dificilísima ornamentación. El propio Mozart la consideraba atrevida y virtuosística, “la más espléndida” de las arias. Son muy vistosas.
Las dos arias de Arbaces (Se il tuo duol y Se colá ne' fati è scritto) también están cargadas de ornamentos
El personaje de Ilía recibió una música exquisita, caracterizándola como un personaje bondadoso. Sus dos arias rebosan inocencia y dulzura y resultaron muy populares. La primera (N.º 11:  Se il padre perdei) está magistralmente trenzada con las líneas de los instrumentos de viento solistas; la segunda, (N.º 19: Zeffiretti lusinghieri), es el número más conocido de la ópera, con una bella línea melódica y un acompañamiento orquestal de mayor calidad incluso.
Frente a este personaje, que representa la bondad y la inocencia, Electra es agresiva. De sus intervenciones, destaca la última: D'Oreste e d'Aiace, en la que expresa la rabia que le produce el amor no correspondido, y que requiere una gran agilidad vocal. 
La orquestación es rica y elaborada. Destacan las marchas y el final del acto II. En esta ópera se encuentran momentos con el típico pizzicato mozartiano y el finale elaborado propio de sus óperas posteriores. Influyó en esta música la propia orquesta, gran parte proveniente de Mannheim, que Mozart consideraba fabulosa, sobre todo las cuerdas, y así pudo intentar cosas que no se habría atrevido con otras orquestas. 

### Análisis
Al compositor le tocó batallar duramente con el libreto, que al final quedó bastante retórico y artificial y de ello se resiente la música: Mozart tuvo serias dificultades para llegar a acuerdos con el libretista Giambattista Varesco. Evidentemente el gran compositor no se siente cómodo con este texto y con el género mismo; el resultado es una obra muy extensa y lenta. De haber tenido un mejor libreto se habría acercado a las grandes producciones de Gluck (Alceste o las Ifigenias en Áulide e Ifigenia en Táuride) compuestas sobre grandes textos y con una gran variedad de escenas que aportan un arrollador pulso dinámico y una gran coherencia dramática.
Idomeneo es una obra muy ambiciosa y experimental, la prueba de fuerza de un músico deseoso de demostrar su genio: la obertura, los conjuntos vocales y algunos de los coros son los momentos más deslumbrantes de la partitura, además de algunas arias muy bellas. Los números orquestales (marchas y piezas de danza) sin embargo, son monótonos y repetitivos.  
Por momentos se adivina el gran talento dramático del Mozart que reconocemos en óperas posteriores: elementos como el juego inteligente de la modalidad mayor y menor, la concatenación de algunos números, los elaborados números de conjunto (el cuarteto del acto 3º es un gran ejemplo) o el intenso dramatismo de alguno de los coros y una imponente sonoridad orquestal son factores novedosos. Aun así, se echa en falta un mayor sentido teatral, más elementos de contraste y un pulso dramático convincente.  

## Discografía selecta

### Audio
| Año  | Elenco (Ilia, Elettra, Idamante, Idomeneo, Arbace)                                                  | Teatro de ópera y orquesta, director                                                 | Sello discográfico                     |
| ---- | --------------------------------------------------------------------------------------------------- | ------------------------------------------------------------------------------------ | -------------------------------------- |
| 1950 | Gertraud Hopf, Gertrude Grob-Prandl, Greta Menzel, Horst Taubmann, Herbert Handt                    | Meinhard von Zallinger Sinfónica de Viena Coro de la Ópera Estatal de Viena          | CD: Vox                                |
| 1951 | Sena Jurinac, Birgit Nilsson, Léopold Simoneau, Richard Lewis, Alfred Poell                         | Fritz Busch Orquesta y coro del Festival de Glyndebourne                             | CD: Urania Records (grabación en vivo) |
| 1956 | Sena Jurinac, Lucille Udovich, Léopold Simoneau, Richard Lewis, James Milligan                      | John Pritchard Orquesta y coro del Festival de Glyndebourne                          | CD: EMI                                |
| 1956 | Rudolf Schock, Hildegard Hillebrecht, Christel Goltz, Waldemar Kmentt, Eberhard Wächter, Kurt Böhme | Karl Böhm Filarmónica de Viena Coro de la Ópera Estatal de Viena                     | CD: Walhall Eternity Series            |
| 1960 | Gundula Janowitz, Enriqueta Tarrés, Luciano Pavarotti, Richard Lewis, Neilson Taylor, Kurt Böhme    | John Pritchard Orquesta Filarmónica de Londres Ópera del Festival de Glyndebourne    | CD: Glyndebourne                       |
| 1968 | Margherita Rinaldi, Pauline Tinsley, Ryland Davies, George Shirley, Robert Tear                     | Colin Davis Orquesta Sinfónica de la BBC Coro Sinfónico de la BBC                    | CD: Philips                            |
| 1971 | Anneliese Rothenberger, Edda Moser, Adolf Dallapozza, Nicolai Gedda, Peter Schreier                 | Hans Schmidt-Isserstedt Sächsische Staatskapelle Dresden Coro de la radio de Leipzig | CD: EMI                                |
| 1977 | Margherita Rinaldi, Pauline Tinsley, Ryland Davies, George Shirley, Robert Tear                     | Karl Böhm Sächsische Staatskapelle Dresden Coro de la radio de Leipzig               | CD: Deutsche Grammophon                |
| 1979 | Wiesław Ochman, Peter Schreier, Edith Mathis, Júlia Varady, Hermann Winkler                         | Karl Böhm Sächsische Staatskapelle Dresden Coro de la radio de Leipzig               | CD: Deutsche Grammophon                |
| 1981 | Rachel Yakar, Felicity Palmer, Trudeliese Schmidt, Werner Hollweg, Kurt Equiluz                     | Nikolaus Harnoncourt Coro y Orquesta Mozart del Teatro de Ópera de Zúrich            | CD: Teldec                             |
| 1983 | Lucia Popp, Edita Gruberová, Agnes Baltsa, Luciano Pavarotti, Leo Nucci                             | John Pritchard Filarmónica de Viena Coro de la Ópera Estatal de Viena                | CD: Decca                              |
| 1990 | Sylvia McNair, Hillevi Martinpelto, Anne Sofie von Otter, Anthony Rolfe Johnson, Nigel Robson       | John Eliot Gardiner Solistas Barrocos Ingleses Coro Monteverdi                       | CD: Deutsche Grammophon                |
| 1991 | Barbara Hendricks, Roberta Alexander, Susanne Mentzer, Francisco Araiza, Uwe Heilmann               | Colin Davis Coro y orquesta sinfónica de la Radio de Baviera                         | CD: Philips                            |
| 1994 | Heidi Grant Murphy, Carol Vaness, Cecilia Bartoli, Plácido Domingo, Thomas Hampson                  | James Levine Coro y orquesta de la Metropolitan Opera                                | CD: Deutsche Grammophon                |
| 2001 | Lisa Milne, Barbara Frittoli, Lorraine Hunt Lieberson, Ian Bostridge, Anthony Rolfe Johnson         | Charles Mackerras Coro del Festival de Edimburgo Orquesta de Cámara Escocesa         | CD: EMI                                |
| 2009 | Sunhae Im, Alexandrina Pendatchanska, Bernarda Fink, Richard Croft, Kenneth Tarver                  | René Jacobs Orquesta Barroca de Friburgo Coro de cámara de la RIAS                   | CD: Harmonia Mundi                     |

### Video
- James Levine (1982). Deutsche Grammophon. Luciano Pavarotti canta el rol titular, con James Levine dirigiendo. Esta fue la primera producción de la obra por la Metropolitan Opera.
- Bernard Haitink (1983). NVC Arts. Representada por Trevor Nunn. Protagonistas: Philip Langridge, Jerry Hadley (cantando la versión para tenor de Idamante), Yvonne Kenny, Carol Vaness. Filmada en Glyndebourne, condición de estudio.
- Marco Guidarini (2004). Dynamic. Diseño escénico de Pier Luigi Pizzi. Protagonistas: Kurt Streit; Sonia Ganassi; Angeles Blancas Gulin; Iano Tamar; Jörg Schneider; Dario Magnabosco; Deyan Vatchkov; Antonietta Bellon; Lucia Gaeta; Carmine Durante, Carmine Mennella. Coro y orquesta del Teatro de San Carlos de Nápoles.
- Daniel Harding (2005). RAI Trade. Camilla Tilling, Emma Bell, Monica Bacelli, Steve Davislim, Francesco Meli. Diseño escénico de Luc Bondy. En vivo desde La Scala.
- Sir Roger Norrington (2006). Decca. Parte del Proyecto M22 del Festival de Salzburgo. Diseño escénico de Ursel y Karl-Ernt Herrmann en House for Mozart. Protagonistas: Ramón Vargas, Magdalena Kožená, Anja Harteros, Ekaterina Siurina, Jeffrey Francis.
- Kent Nagano (2008). Medici Arts. Diseño escénico por Dieter Dorn. Protagonistas: John Mark Ainsley, Pavol Breslik (cantando la versión para tenor de Idamante), Juliane Banse, Annette Dasch, Rainer Trost, Guy de Mey, Steven Humes. En vivo desde la Ópera Estatal de Baviera.
- Nikolaus Harnoncourt (2009). Edición Festival styriarte. Diseño escénico por Nikolaus y Philipp Harnoncourt. Protagonistas: Saimir Pirgu; Julia Kleiter; Marie-Claude Chappuis; Eva Mei; Coro Arnold Schoenberg; Concentus Musicus Wien. Incluye todas las escenas de ballet originales.